# Hypodoxa muscosaria
Hypodoxa muscosaria är en fjärilsart som beskrevs av Achille Guenée 1857. Hypodoxa muscosaria ingår i släktet Hypodoxa och familjen mätare. Inga underarter finns listade i Catalogue of Life.

## Bildgalleri

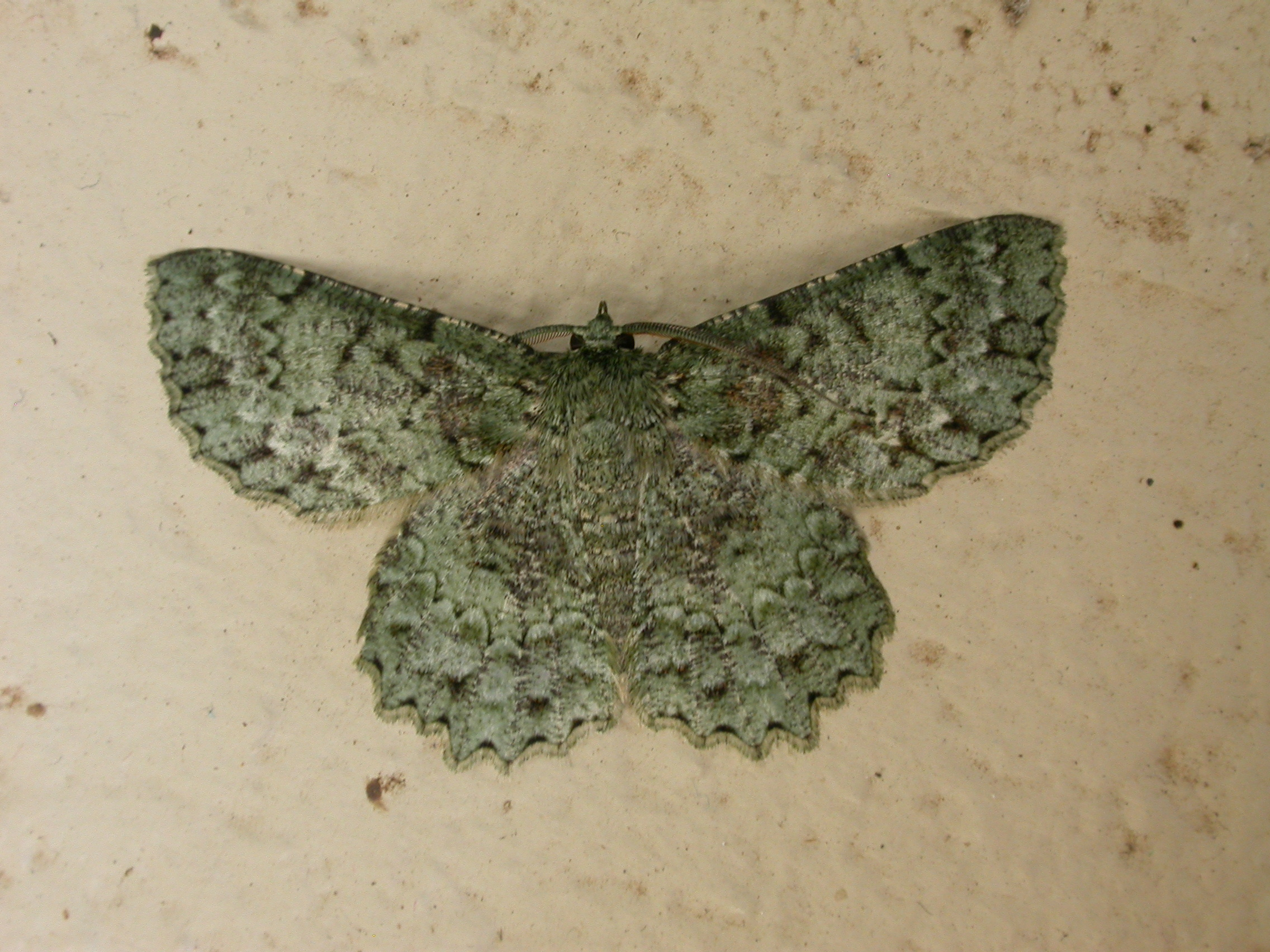
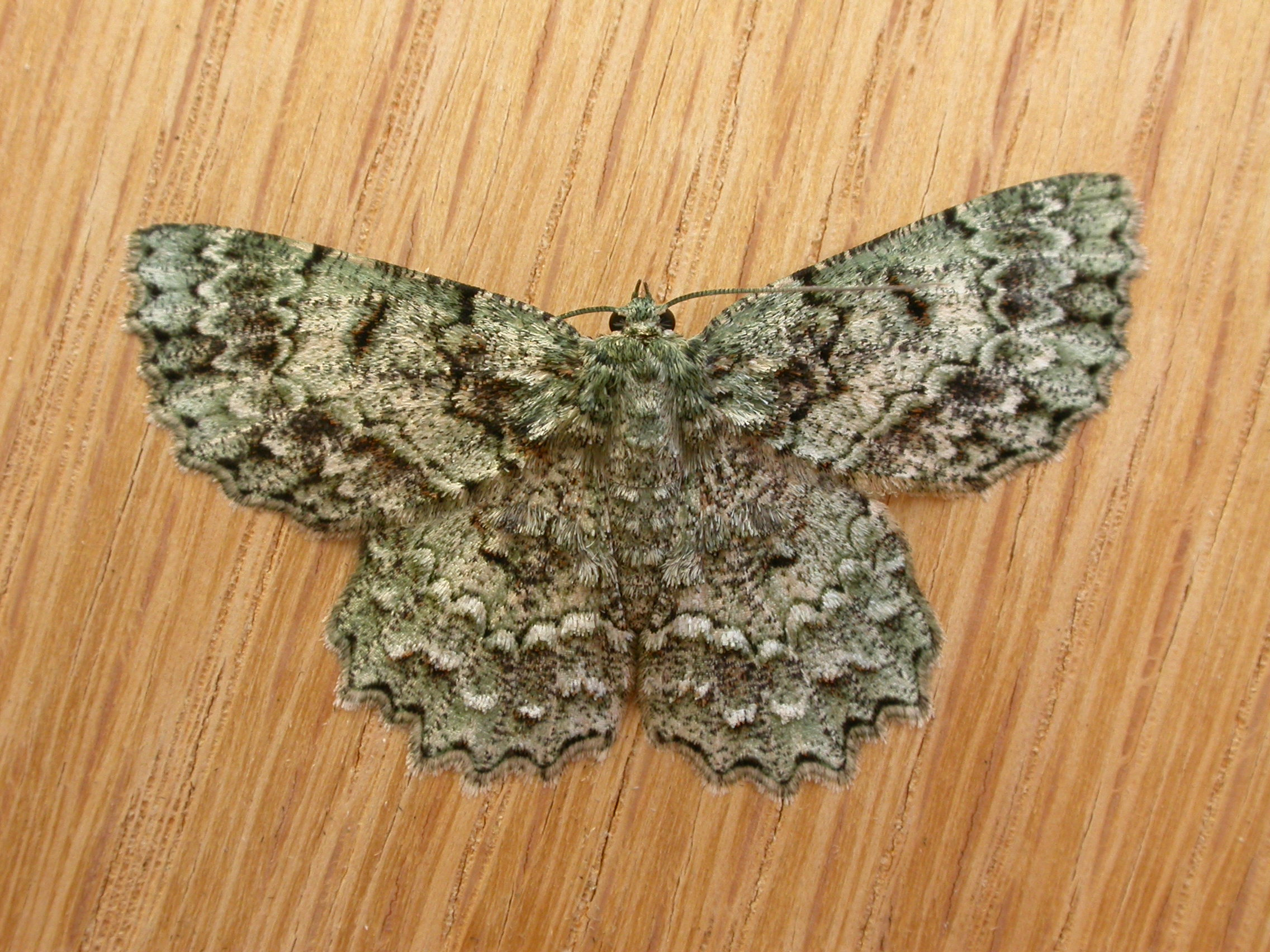
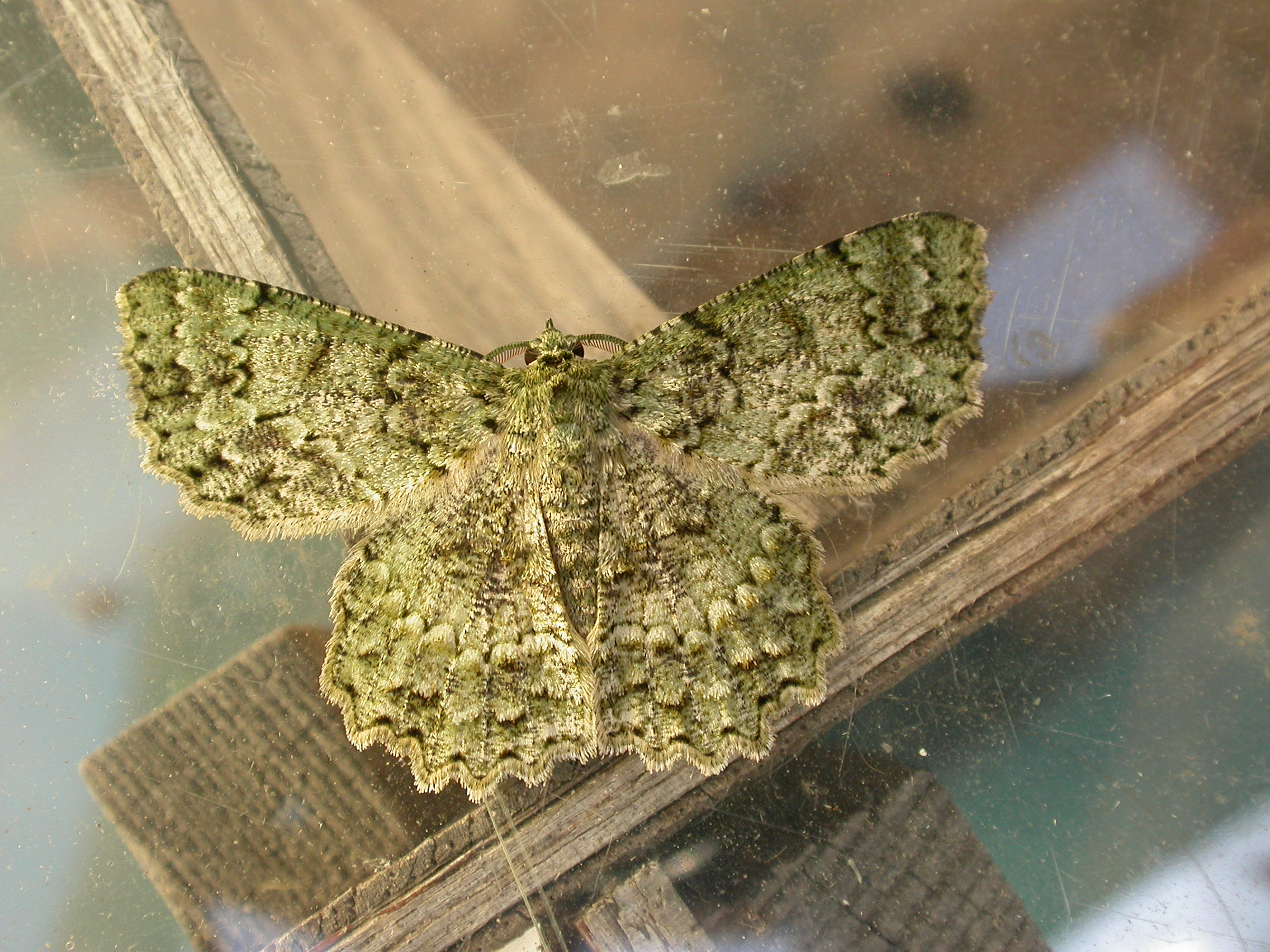
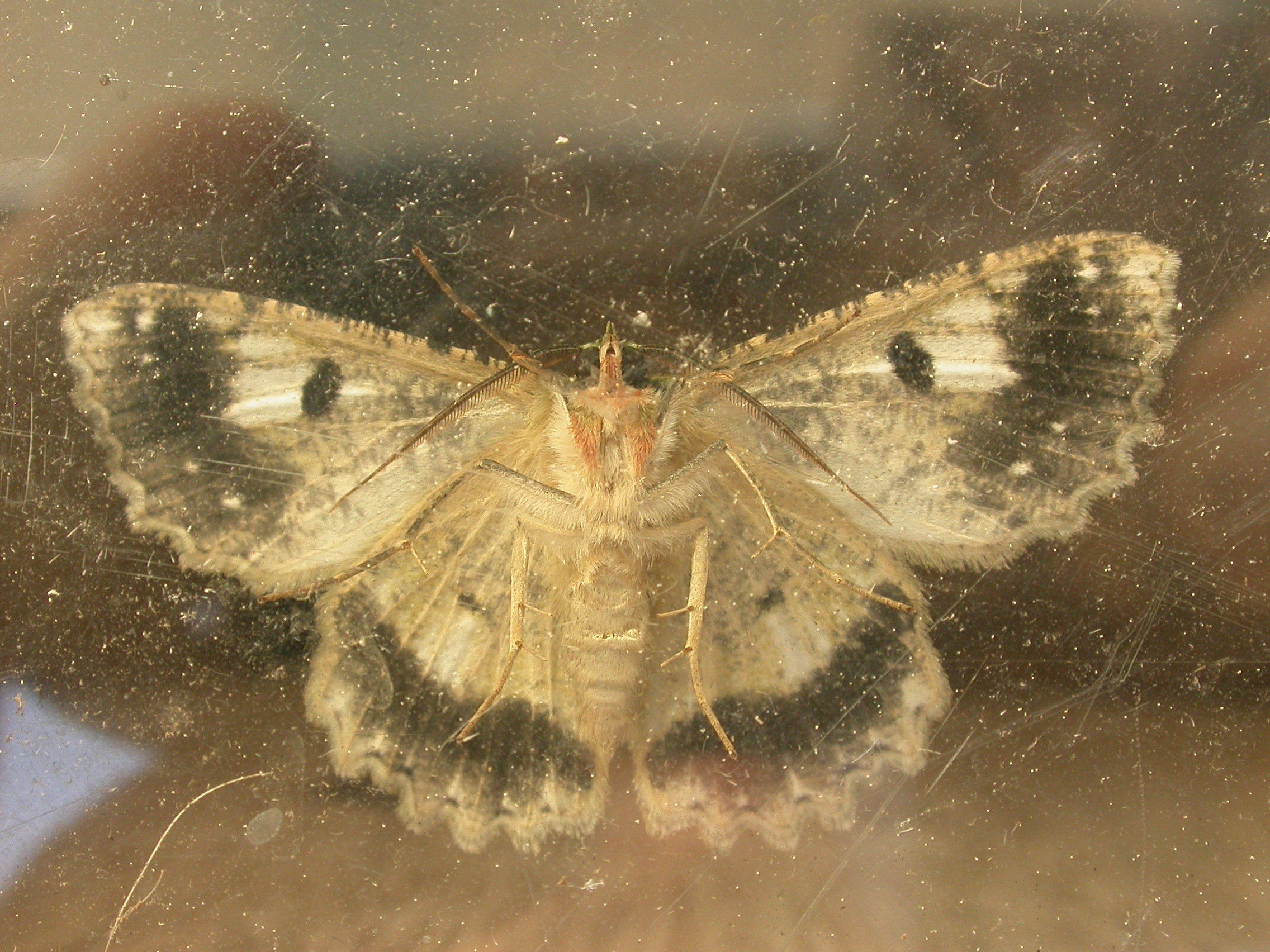